# 甲根坝镇
甲根坝镇，原为甲根坝乡，是中华人民共和国四川省甘孜藏族自治州康定县下辖的一个乡镇级行政单位。2019年12月，撤销朋布西乡、甲根坝乡，设立甲根坝镇，以原朋布西乡和原甲根坝乡所属行政区域为甲根坝镇的行政区域，甲根坝镇人民政府驻木雅路1号。

## 行政区划
甲根坝镇下辖以下地区：
启卡村、昌木村、日泽村、亚弄村、立泽村、日欧村、提吾村、阿加上村、阿加下村和扎日库村。